# Dekanat Ełk – Świętej Rodziny
Dekanat Ełk – Świętej Rodziny – jeden z 22 dekanatów w rzymskokatolickiej diecezji ełckiej.

## Parafie
W skład dekanatu wchodzi 9 parafii:
- Bajtkowo- Parafia Matki Bożej Różańcowej (od 2024)[1].

- parafia bł. Karoliny Kózkówny – Ełk
- parafia Najświętszego Serca Pana Jezusa – Ełk
- parafia św. Jana Apostoła – Ełk
- parafia św. Tomasza Apostoła – Ełk
- parafia Matki Bożej Częstochowskiej – Grabnik
- parafia Trójcy Przenajświętszej – Stare Juchy
- parafia Matki Bożej Królowej Polski – Straduny
- parafia Matki Bożej Gietrzwałdzkiej – Zelki

Do 30 września 2020 w skład dekanatu wchodziła także parafia Matki Bożej Wspomożenia Wiernych w Klusach, która weszła w skład nowo utworzonego Dekanatu św. Jana Pawła II w Orzyszu. Do dekanatu przyłączono wówczas parafię Matki Bożej Gietrzwałdzkiej w Zelkach z Dekanatu św. Krzysztofa w Giżycku.

## Sąsiednie dekanaty
Biała Piska, Ełk – MB Fatimskiej, Ełk – Miłosierdzia Bożego, Giżycko – św. Krzysztofa, Olecko – św. Jana Apostoła, Orzysz